# Halmstads Bollklubb
L'Halmstads Bollklubb, meglio noto come Halmstads BK o semplicemente Halmstad, è una società calcistica svedese con sede nella città di Halmstad. Milita in Allsvenskan, la massima divisione del campionato svedese.
Vanta in bacheca 4 campionati svedesi, una Coppa di Svezia e 3 Coppe Internazionali Piano Rappan, nonostante le scarse risorse economiche per un club relativamente piccolo.

## Storia

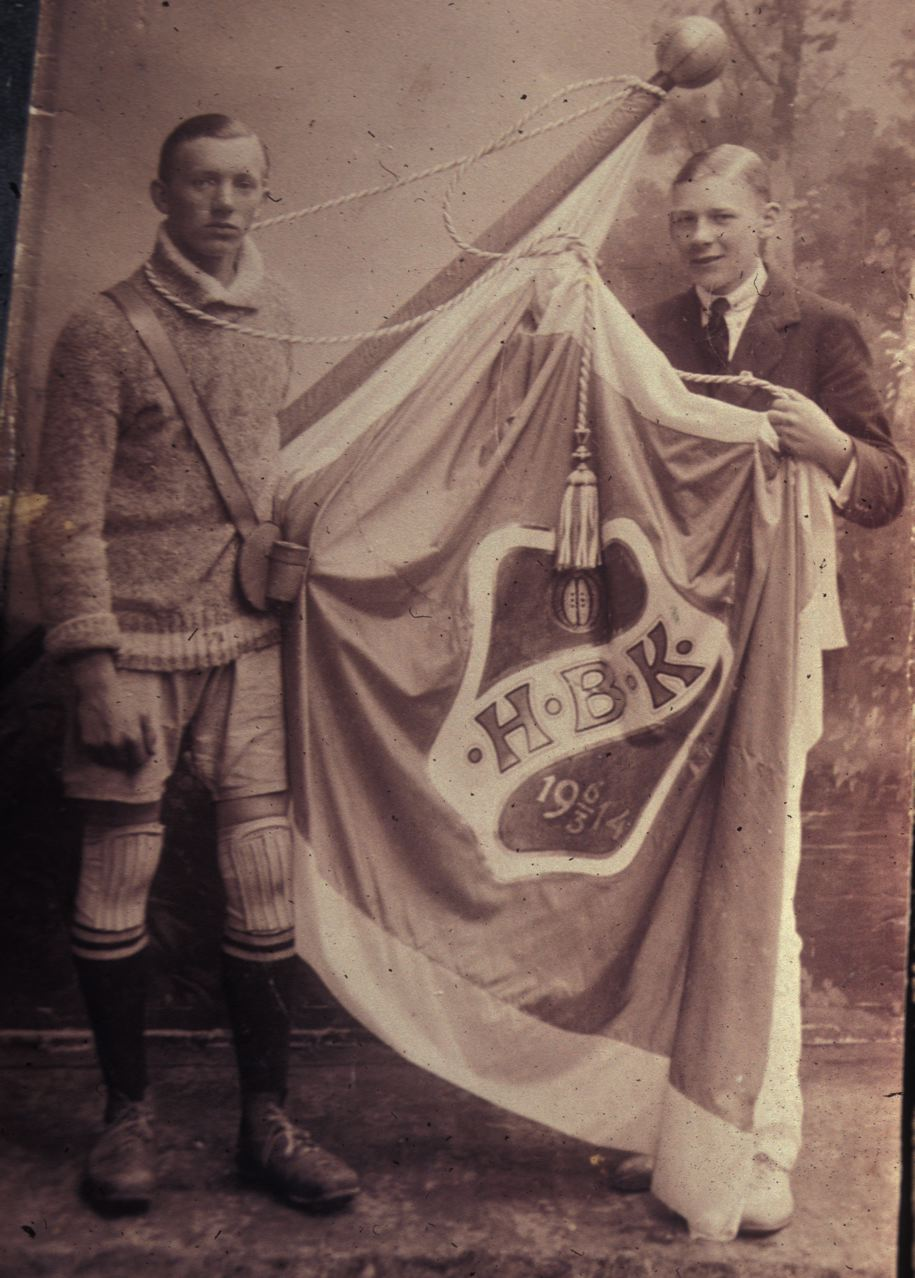
1919

La data ufficiale di fondazione della società viene considerata il 6 marzo 1914, giorno in cui avvenne l'iscrizione alla federazione svedese delle associazioni sportive. L'anno successivo il club giocò la sua prima competizione prendendo parte alla Pokalserien, un torneo locale disputato contro l'IS Halmia e l'IFK Halmstad, concluso all'ultimo posto. Il 1920 fu l'anno della prima vittoria del campionato distrettuale, vinto poi anche l'anno successivo. A seguito del primo posto nella Hallandsserien del 1922-1923, l'Halmstads BK fu promosso in Sydsvenskan. Nel 1925-1926 arrivò l'oppurtunità di salire per la prima volta in Allsvenskan, ma negli spareggi l'Elfsborg ebbe la meglio per 2-1 dopo tre partite. Un nuovo spareggio ci fu al termine della stagione 1932-1933, culminato questa volta con la promozione a seguito della doppia vittoria contro il Krokslätts FF.
La prima annata della squadra nella massima serie venne chiusa con un quarto posto finale in classifica. L'anno successivo il club non ottenne gli stessi risultati dell'anno precedente, classificandosi al nono posto. Il penultimo posto nell'Allsvenskan 1935-1936 ebbe come conseguenza la retrocessione. La parentesi nella seconda serie durò 6 anni, seguì poi un periodo di promozioni (1941-1942, 1946-1947, 1953–1954) e retrocessioni (1945-1946, 1947-1948, 1959) risultati che portarono il club a oscillare talvolta tra l'Allsvenskan e l'allora Division II.
A seguito della retrocessione patita al termine dell'Allsvenskan 1959, tuttavia, la squadra restò per 6 anni in seconda serie per poi scendere ulteriormente di categoria, arretrando in Division III per la prima volta da quando furono introdotti i campionati nazionali. Ci vollero tre anni prima di riconquistare la Division II.
Il campionato 1971 vide l'Halmstad ritrovare la promozione per l'Allsvenskan dell'anno successivo, ma la parentesi nel massimo torneo fu breve poiché l'Allsvenskan 1972 fu chiusa all'ultimo posto con soli 14 gol segnati in 22 partite. Tuttavia, anche il ritorno in seconda serie fu altrettanto breve, poiché dopo un solo anno fu ancora promozione. Nel 1974 iniziò un periodo ultradecennale di ininterrotta permanenza nella massima serie. L'Halmstad riuscì a salvarsi sia nel 1974 con un quartultimo posto, che nel 1975 con un terzultimo posto.
Il 1976 fu un anno storico per il club: sotto la guida del nuovo tecnico inglese Roy Hodgson, l'Halmstad – che l'anno prima si era salvato solo per differenza reti – conquistò il suo primo titolo nazionale con il primo posto nell'Allsvenskan di quell'anno, con Rutger Backe che divenne anche capocannoniere con 21 reti. Il debutto in Coppa dei Campioni e allo stesso tempo in campo europeo avvenne nel settembre 1977, con una sconfitta per 2-0 sul campo della Dinamo Dresda e un'ininfluente vittoria per 2-1 tra le mura amiche che fece concludere al primo turno la prima avventura continentale. Nel 1979 arrivò il secondo titolo nazionale nella storia del club, sempre con Hodgson in panchina. Nella successiva Coppa dei Campioni furono invece i danesi dell'Esbjerg ad avere la meglio al primo turno.
Dopo una serie di posizioni intermedie, la squadra lasciò l'Allsvenskan al termine della stagione 1987, retrocedendo. Già l'anno seguente, la formazione del nuovo allenatore Stuart Baxter ritornò nella massima serie. Un'altra retrocessione giunse dopo gli spareggi salvezza dell'Allsvenskan 1991, ma anche in questo caso fu seguita da un'immediata risalita.

Un'azione di Parma-Halmstad, Coppa delle Coppe 1995-1996

Il 25 maggio 1995, sul campo neutro di Göteborg, l'Halmstad batté 3-1 l'AIK e vinse la sua prima Coppa di Svezia. Questo trofeo diede al club la possibilità di partecipare alla Coppa delle Coppe 1995-1996: dopo aver eliminato ai sedicesimi la Lokomotiv Sofia, agli ottavi la squadra riuscì addirittura a rifilare un 3-0 al favorito Parma nella gara di andata in Svezia, prima di soccombere per 4-0 nella sfida di ritorno allo Stadio Tardini. Nel 1997 l'Halmstad – allenato dal tecnico Tom Prahl – celebrò il suo terzo titolo nazionale, ottenuto anche grazie ai 14 gol del capocannoniere Mats Lilienberg, in una squadra che ancora annoverava in rosa la futura stella dell'Arsenal Fredrik Ljungberg. La permanenza nella Champions League 1998-1999 si chiuse già dopo il primo turno, per mano dei bulgari del Litex Loveč.
Il quarto e, ad oggi, ultimo titolo nazionale fu vinto dal club in occasione dell'Allsvenskan 2000, vinta con 6 punti di vantaggio sull'Helsingborg. Anche questa volta la squadra non è però riuscita a raggiungere la fase a gironi della successiva Champions League, poiché eliminata dall'Anderlecht nel terzo turno preliminare. In campionato, invece, nei due anni seguenti al titolo arrivarono rispettivamente un settimo posto e un sesto posto, seguiti dal secondo posto della stagione 2004 che fu anche l'ultimo piazzamento di rilievo ottenuto negli anni a venire.
La lunga striscia di 19 stagioni consecutive in Allsvenskan, iniziata nel 1993, terminò a seguito dell'ultimo posto nell'Allsvenskan 2011, con la squadra che retrocesse con soli 14 punti in classifica dopo aver già rischiato la discesa in seconda serie nelle due annate precedenti. La promozione al termine della Superettan 2012 fu immediata, così come il club risalì al primo tentativo (dopo un'altra retrocessione) anche in occasione della Superettan 2016. Tra il 2018 e il 2020, invece, per risalire in Allsvenskan furono necessari tre anni di attesa, tuttavia la retrocessione arrivò dopo una sola stagione, al termine dell'Allsvenskan 2021.

## Palmarès

### Competizioni nazionali
- Campionato svedese: 4

1976, 1979, 1997, 2000
- Coppa di Svezia: 1

1995
- Superettan: 1

2020
- Division 1: 2

1988, 1992

### Competizioni internazionali
- Coppa Intertoto: 3

1977, 1980, 1994

### Altri piazzamenti
- Campionato svedese:

Secondo posto: 1954-1955, 2004
Terzo posto: 1995, 1999
- Coppa di Svezia:

Semifinalista: 1942, 2003, 2023-2024
- Superettan:

Secondo posto: 2022
Terzo posto: 2012, 2016
- Division 1:

Vittoria play-off: 1992
- Coppa Intertoto UEFA:

Finalista: 1997

## Organico

### Rosa 2024
Aggiornata al 1º febbraio 2024.
| N. |                   | Ruolo | Calciatore        |
| -- | ----------------- | ----- | ----------------- |
| 1  | Svezia (bandiera) | P     | Tim Rönning       |
| 2  | Svezia (bandiera) | D     | Bleon Kurtulus    |
| 3  | Svezia (bandiera) | D     | Gabriel Wallentin |
| 4  | Svezia (bandiera) | D     | Andreas Johansson |
| 5  | Svezia (bandiera) | D     | Joseph Baffoe     |
| 6  | Svezia (bandiera) | C     | Joel Allansson    |
| 7  | Svezia (bandiera) | C     | Kazper Karlsson   |
| 8  | Svezia (bandiera) | C     | Jonathan Svedberg |
| 9  | Svezia (bandiera) | A     | Viktor Granath    |
| 11 | Svezia (bandiera) | C     | Villiam Granath   |
| 12 | Svezia (bandiera) | P     | Tim Erlandsson    |

| N. |                           | Ruolo | Calciatore        |
| -- | ------------------------- | ----- | ----------------- |
| 15 | Svezia (bandiera)         | D     | Gustav Friberg    |
| 17 | Ghana (bandiera)          | D     | Phil Ofosu-Ayeh   |
| 18 | Ghana (bandiera)          | A     | Naeem Mohammed    |
| 19 | Svezia (bandiera)         | C     | Albin Ahlstrand   |
| 20 | Svezia (bandiera)         | C     | Pontus Carlsson   |
| 23 | Costa d'Avorio (bandiera) | A     | Yannick Agnero    |
| 24 | Svezia (bandiera)         | D     | Marcus Olsson     |
| 25 | Iraq (bandiera)           | C     | Amir Al-Ammari    |
| 27 | Brasile (bandiera)        | D     | Vinícius Nogueira |
| 28 | Svezia (bandiera)         | C     | Leo Hedenberg     |